# Złote runo (dramat Pierre’a Corneille’a)
Złote runo (fr. La toison d’or) – tragedia Pierre’a Corneille’a wystawiona w 1660, osnuta wokół wydarzeń związanych z wyprawą Argonautów.

## Data powstania utworu
Po niepowodzeniu Perktrita w 1652 roku Corneille porzucił na dłuższy czas twórczość dramatyczną i wycofał się do rodzinnego Rouen, gdzie zajmował się poezją religijną i przygotowywaniem wydania swych dzieł dramatycznych. Podczas pobytu na prowincji rozpoczął pracę nad Złotym runem, które zamierzył jako dzieło o bogatej wystawie. W 1659 roku, dzięki staraniom królewskiego nadintendenta finansów, Foqueta, powrócił na sceny z tragedią Edyp. Rok później wystawił Złote runo, jako widowisko uświetniające ślub króla Ludwika XIV.

## Osoby
| Osoba                   | Jej rola w dramacie                   |
| ----------------------- | ------------------------------------- |
| Jowisz                  | bóg nieba                             |
| Junona                  | bogini, żona Jowisza                  |
| Pallas                  | bogini mądrości, córka Jowisza        |
| Iris                    | bogini niezgody                       |
| Miłość                  | personifikacja                        |
| Słońce                  | bóg słońca                            |
| Ajetes                  | król Kolchidy, syn Słońca             |
| Apsyrtos                | syn Ajetesa                           |
| Chalkiope               | córka Ajetesa, wdowa po Fryksosie     |
| Medea                   | córka Ajetesa, kochanka Jazona        |
| Hypsipyle               | królowa Lemnos                        |
| Jazon                   | książę Tesalii, wódz Argonautów       |
| Peleus, Ifitos, Orfeusz | Argonauci                             |
| Kalais i Zetes          | Argonauci, synowie Boreasza i Orejtyi |